# Валериана (город майя)
Валериана (исп. Valeriana) — руины древнего города майя в мексиканском штате Кампече, недалеко от границы со штатом Кинтана-Роо. Об открытии было объявлено в октябре 2024 года, а название место получило в честь прилегающей одноимённой пресноводной лагуны.

## Описание
Стиль и архитектура города соответствуют стилю и архитектуре района Чактун-Тамчен, расположенного к юго-востоку от него. Город содержит многочисленные площади, храмовые пирамиды, площадку для игры в мяч майя и водохранилище с плотиной, что указывает на то, что город был политической столицей. По оценкам исследователей, он содержит более 6500 сооружений. Присутствие особых архитектурных элементов, известных как «собрание группы Е», указывает на то, что город был основан ранее 150 года н. э., и, вероятно, процветал в классический период цивилизации майя, то есть около 250—900 года н. э. Плотность скоплений зданий в Валериане, по мнению исследователей, уступает только Калакмулю. По их оценкам, население города могло составлять от 30 000 до 50 000 человек в период его расцвета с 750 по 850 гг. н. э. Площадь объекта составляет около 130 км².

## Открытие
С 1970-х годов исследователям известно, что в классический период цивилизации майя окрестности Шпухиля были густо заселены и застроены, однако археологические исследования этого района были немногочисленны. Открытие Валерианы было сделано группой исследователей из Университета Северной Аризоны, Тулейнского университета, Национального центра лазерного картирования с воздуха при Хьюстонском университете и Национального института антропологии и истории. Они обнаружили это место, используя данные лидара, полученные в 2013 году в ходе проекта по мониторингу лесов мексиканским отделением организации The Nature Conservancy. Эта технология выгодна тем, что позволяет получить подробную картину ландшафтов, в том числе и под покровом леса. Использование лидара ранее также привело к открытию доселе неизвестных построек майя. Это дорогостоящая технология, поэтому исследователи использовали данные лидара, которым на момент открытия было более десяти лет. Исследователи планируют провести полевые работы на месте, чтобы собрать больше данных. Они также описали руины как «спрятанные на виду», поскольку они находятся всего в 15 минутах езды от федеральной трассы 186 рядом с современным Шпухилем и сельскохозяйственными угодьями.